# 林要

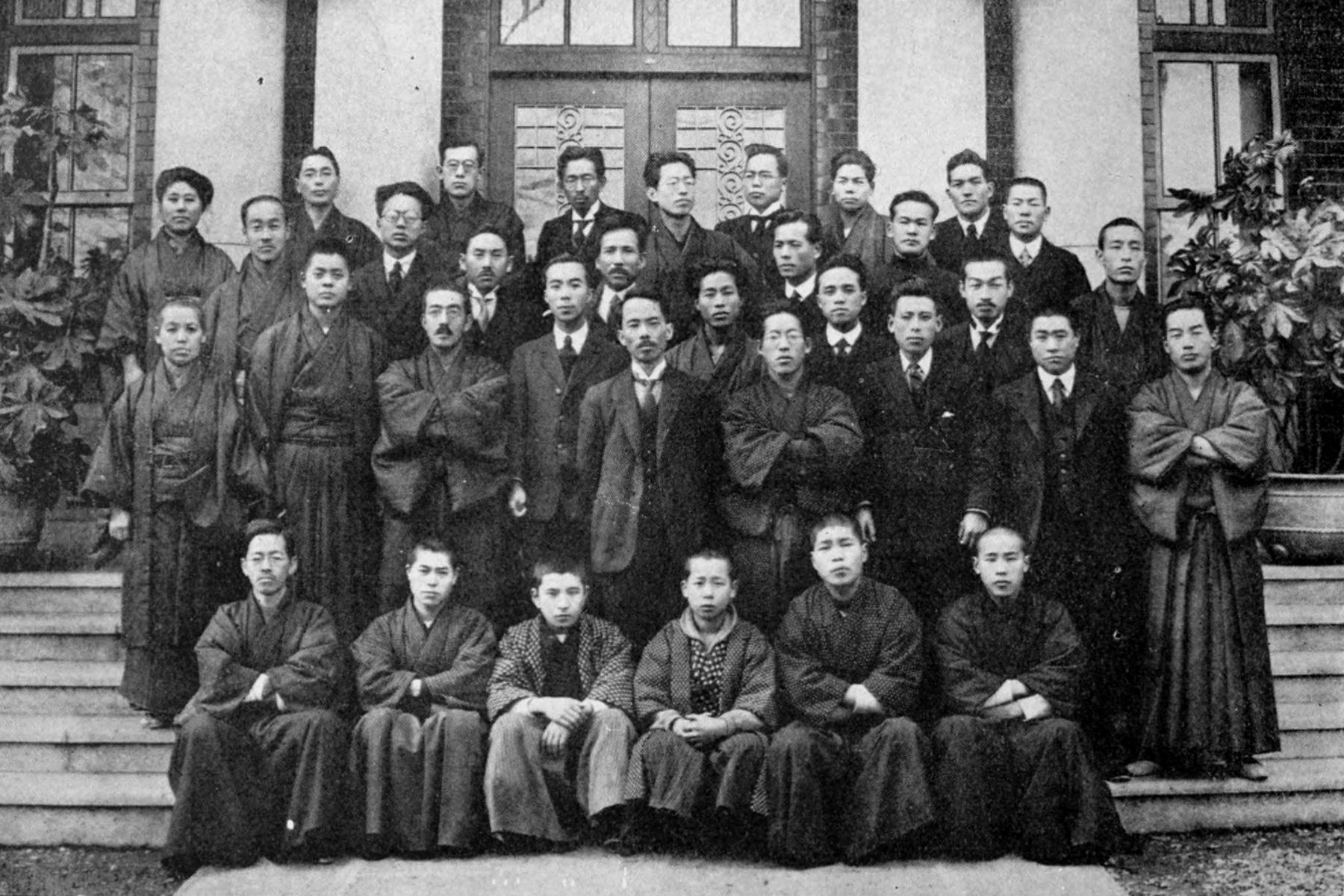
1923年当時の大原社会問題研究所員
（3列目左から5人目が林要）

林要（はやし かなめ、1894年5月3日-1991年12月26日）は、日本のマルクス経済学者。
山口県出身。1920年東京帝国大学法学部卒、大原社会問題研究所助手となり『日本労働年鑑』の編集にあたる。1923年同志社大学教授。東大新人会で活動以来のマルクス主義者で、そのため1936年、同僚の野村重臣から赤化教授と糾弾されて大学を追われ、38年には執筆も禁止される。
戦後は愛知大学教授、関東学院大学教授。1979年退職。妻は林てる。

## 著書
- 『貨幣のない社会』大畑書店 1933
- 『スポーツ・宗教・社会』政経書院 1934
- 『猿と人間と社会』叢文閣 1936
- 『金融資本論入門』同友社 1948　徳間書店 1965
- 『世界資本主義発達史』三元社 学生文庫 1948
- 『お金はどこから』三省堂出版 社会科文庫 1949
- 『社会経済史序説』思潮社 1949
- 『金融資本の理論』青木文庫 1952
- 『人間社会 その発生と発展の理論』青木文庫 1952
- 『経済原論 社会発展の基礎理論』東洋経済新報社 経済学入門全書 1958
- 『金融資本 独占資本の運動法則』日本評論新社 1959
- 『おのれ・あの人・この人 サンチョ・パンサ回想記』法政大学出版局 1970
- 『忘れ得ぬ人々』林文也 1988

編著
- 『小さき命 林てる子遺稿集 伝記・林てる』編 大空社 伝記叢書 1995

### 翻訳
- ジョン・クラーク『分配論』岩波書店 1924
- ウェルナー・ゾムバルト『社会主義及び社会運動』同人社 1925
- ヒルフアディング『金融資本論』弘文堂書房 1926‐27　のち改造社・改造文庫　戦後大月書店・国民文庫
- カール・マルクス（Kカウツキー編）『剰余価値学説史　第３巻』後藤貞治・榎本謙輔と分担翻訳「マルクス＝エンゲルス全集　第11巻」改造社
- フリードリッヒ・エンゲルス『反デューリング論』河野密共訳 弘文堂書房 マルキシズム叢書 1927　のち「マルクス＝エンゲルス全集　第12巻」に収録
- 「「ウイン・プレッセ」より北米の内乱」マルクス『マルクス=エンゲルス全集』改造社 1929
- A.G.ホール『ナンセン伝』岩波新書 1942　のち岩波少年文庫